# Spatřit světlo světa
Spatřit světlo světa je druhé sólové studiové album české zpěvačky Lenky Dusilové, vydané v dubnu 2003. První singl „Nepovídej nám“ rádia hrála již v březnu toho roku. Zpěvačku na albu doprovází skupina Secretion. Nahráno a smícháno bylo v několika studiích od listopadu 2001 do března 2003. Autorkou fotografií na obalu alba je Jitka Walterová. Křest alba proběhl 21. května 2003 v pražském Paláci Akropolis.

## Seznam skladeb
| Pořadí         | Název                | Autor                                                              | Délka |
| -------------- | -------------------- | ------------------------------------------------------------------ | ----- |
| 1.             | Noni jam             | Lenka Dusilová, Marek Zelený                                       | 3:22  |
| 2.             | Nepovídej nám        | Lenka Zvěřinová                                                    | 4:06  |
| 3.             | Nebe                 | Lenka Dusilová                                                     | 4:55  |
| 4.             | Blízko               | Štěpán Smetáček, Lenka Dusilová                                    | 3:12  |
| 5.             | Haluška              | Lenka Dusilová, J. König                                           | 7:07  |
| 6.             | Poslední             | Lenka Dusilová, F. Horáček                                         | 4:00  |
| 7.             | Spanish              | Lenka Dusilová                                                     | 4:05  |
| 8.             | Vánice               | Lenka Dusilová                                                     | 2:59  |
| 9.             | So in Love           | Štěpán Smetáček, Lenka Dusilová, Michael Kyselka                   | 4:28  |
| 10.            | Rimbaud (Zlo)        | Lenka Dusilová, Secretion, Arthur Rimbaud (přel. Svatopluk Kadlec) | 2:44  |
| 11.            | Fráze                | Secretion, J. König                                                | 4:08  |
| 12.            | Spatřit světlo světa | Lenka Dusilová                                                     | 5:10  |
| Celková délka: | Celková délka:       | Celková délka:                                                     | 50:49 |

## Obsazení

### Secretion
- Lenka Dusilová – zpěv, kytary
- Maras – kytary
- Marek Zelený – basy, syntezátor
- Štěpán Smetáček – bicí, perkuse, piano, zvuky
- Martin Ledvina – kytary
- David Landštof – perkuse

### Hosté
- Radim Hladík – kytary
- Luboš Malina – tatogáto
- Luboš Novotný – lap steel
- Michael Kyselka – zpěv
- Lenka Zvěřinová – zpěv
- Vláďa Pecha – zvuky
- Pavel Větrovec – zvuky

### Produkce
- Lenka Dusilová (1–3, 5–7, 9–12)
- Secretion (1, 5, 11, 12)
- Jan Černý (8)
- Štěpán Smetáček (4, 9)